# Grigori Sanakoïev
Grigori Konstantinovitch Sanakoïev (en russe : Григорий Константинович Санакоев), né à Voronej le 17 avril 1935 et mort le 8 octobre 2021,  est un grand maître russe du jeu d'échecs par correspondance, célèbre pour avoir été champion du monde d'échecs par correspondance ICCF entre 1984 et 1991. Il était troisième au  tournoi Hans-Werner von Massow Memorial (1996-2002). Il est également l'auteur d'un livre sur son expérience de joueur d'échecs par correspondance :
- World Champion at the Third Attempt[3].

## Partie remarquable
Tõnu Õim - Grigori Sanakoïev, Finale du 12e Championnat du monde d'échecs par correspondance ICCF
1. e4 e5 2. Cf3 Cc6 3. Fb5 a6 4. Fa4 Cf6 5. 0-0 Fe7 6. Te1 b5 7. Fb3 d6 8. c3 0-0 9. h3 Cb8 10. d4 Cbd7 11. Cbd2 Fb7 12. Fc2 Te8 13. Cf1 Ff8 14. Cg3 g6 15. a4 c5 16. d5 Cb6 17. De2 Cxa4 18. Fxa4 bxa4 19. Txa4 Fc8 20. Fg5 h6 21. Fe3 Tb8 22. Dc2! Cd7 23. Cd2 Cb6 24. Ta3 Dc7 25. c4 Fg7 26. Tb1 Cd7 27. Cb3 Cf8 28. Cc1 Dd7 29. Fd2 f5 30. b4 f4 31. Cf1 cxb4 32. Txb4 Dc7 33. Ch2?! (33. Cd3!) Cd7 34. Cd3 Ff8 35. Txb8 Dxb8 36. Cf3 Da7 37. Da4 g5 38. c5?! dxc5 39. Cdxe5 Txe5 40. Cxe5 Cxe5 41. De8 Cc4 42. Dxc8 Cxa3 43. e5?! Cc4 44. Fc3 De7 45. Df5 Fg7 46. Dc8+ Ff8 47. Df5 Df7 48. Db1 Ca3! 49. De4 Cb5 50. Fa1 Dh7 51. Da4 Db1+ 52. Rh2 f3! 53. gxf3? (53. d6! fxg2 54. Rxg2) Df1 54. Dxa6 Dxf2+ 55. Rh1 Dxf3+ 56. Rh2 Cd4 57. Dg6+ Rh8 58. De8 Df2+ 59. Rh1 Df1+ 60. Rh2 Cf3+  0-1.